# Tarrés
Tarrés ist eine katalanische Gemeinde in der Provinz Lleida im Nordosten Spaniens mit 125 Einwohnern (Stand: 2024). Sie ist Teil der Comarca Garrigues.

## Geographische Lage
Tarrés liegt etwa 45 Kilometer ostsüdöstlich von Lleida in einer Höhe von 580 m. Durch die Gemeinde führt die Autopista AP-2.

## Bevölkerungsentwicklung
| Jahr      | 1970 | 1981 | 1991 | 2001 | 2011 | 2021 |
| Einwohner | 159  | 107  | 101  | 105  | 108  | 105  |

## Sehenswürdigkeiten
- Kirche Mariä Himmelfahrt